# دنتينيو
برونو دنتينيو
لاعب منتخب البرازيل لكرة القدم .
يلعب نادي شاختار دونيتسك الأوكراني .
ولد في 19 / يناير / 1989 م.
عمره 22 عاما .
بدأ مشواره في نادي كورنثيانز البرازيلي ثم انتقل إلى نادي شاختار دونيتسك الأوكراني في يونيو من العام 2011 م .
شارك في بطولة أمريكا الجنوبية تحت 20 عاما .
من الأندية المهتمة باللاعب نادي انتر ميلان الإيطالي و نادي يوفنتوس الإيطالي .

## وصلات خارجية
- دنتينيو على موقع الاتحاد الأوربي (الإنجليزية)
- دنتينيو على موقع اتحاد تركيا (لاعب) (الإنجليزية)
- دنتينيو على موقع اتحاد أوكرانيا (الإنجليزية)
- دنتينيو على موقع قاعدة بيانات كرة القدم.إي يو (الإنجليزية)
- دنتينيو على موقع Soccerway.com (الإنجليزية)
- دنتينيو على موقع عالم كرة القدم.نت (الإنجليزية)
- دنتينيو على موقع AS.com (الإسبانية)